# Rio Passa Três
O rio Passa Três é um curso de água do estado do Paraná.
Está localizado na cidade de Rio Negro, e é afluente do rio Negro.